# Philippe Sarde
Philippe Sarde (Hauts-de-Seine, 21 de junho de 1948) é um compositor francês.
Sua especialidade é a trilha sonora de filmes. Estreou em 1970 no filme As Coisas da Vida, dirigido por Claude Sautet. Foi um grande sucesso de bilheteria e ficou marcado pela trilha sonora, em que uma das canções era interpretada pela atriz Romy Schneider, estrela do filme ao lado de Michel Piccoli. Na sequência Sarde teve mais duas colaborações com Sautet em César et Rosalie e Vincent, François, Paul et les autres. Colaborou com Roman Polanski na trilha sonora de O inquilino, Tess e Piratas. Algumas de suas trilhas se tornaram muito populares, independente dos filmes. É o caso das músicas que compôs para os filmes A Comilança, de Marco Ferreri, e O gato, dirigido por Pierre Granier-Defferre, adaptação de um livro de Georges Simenon, com Simone Signoret. Compôs mais de duzentas trilhas sonoras para filmes longas e curtas, além de produções para a TV. Foi indicado ao Oscar pela trilha de Tess. Foi indicado doze vezes ao César e recebeu o prêmio pelos filmes Barocco, de André Techiné e O juiz e o Assassino, de Bertrand Tavernier.